# Anežka ze Zbraslavi a Obřan
Anežka ze Zbraslavi a Obřan (těsně před 1240–1296) byla moravská šlechtična, která pocházela z rodu pánů ze Zbraslavi.

## Život
Narodila se jako prvorozené dítě Bočka z Jaroslavic a ze Zbraslavi a jeho manželky Eufémie z Křižanova zřejmě brzy po jejich svatbě (těsně před rokem 1240). Po otcově smrti v roce 1255 byla provdána za jistého Hruta. Hrutovi Anežka porodila tři dcery – Kateřinu, Bohunku a Adelhaidu. Brzy poté však Hrut zemřel a Anežka se znovu provdala, tentokrát za Vítka ze Švábenic, kterému porodila čtyři syny – Bočka, Všebora, Gebharda, Jana a dcery Hedviku a Markétu.
Anežka ze Zbraslavi a Obřan zemřela roku 1296.